# Het schild van Thor
Het schild van Thor is het 31ste stripalbum uit de Thorgal-reeks en behoort samen met "Ik, Jolan" en "De slag van Asgard" tot de cyclus "Jolan". Het werd voor het eerst uitgegeven bij Le Lombard in 2008. Het album is getekend door Grzegorz Rosiński met scenario van Yves Sente.

## Het verhaal
Jolan en zijn vier metgezellen Arlac, Draye, Ingvild en Xia hebben hun eerste proef overleefd. De halfgod Manthor moet nu bepalen wie van de vijf kandidaten zijn ware uitverkorene wordt. Daarvoor moeten ze doordringen in Asgard om het schild van de god Thor te stelen. Een bijna onmogelijke opgave, temeer omdat hun tijd beperkt is. Het is nu ieder voor zich. Jolan komt op het lumineuze idee om de tijd stil te zetten en slaagt daardoor erin het schild te bemachtigen. Parallel lopend aan het avontuur van Jolan zien we Aaricia die achter de ware geschiedenis komt omtrent Kahaniël van Valnor, daarbij geeft zij echter per ongeluk ook de verblijfplaats van Anïel prijs aan de sekte van de rode magiërs.   